# Saros
Pour le golfe de la mer Égée, voir golfe de Saros.
Le saros est, en astronomie, une période de 223 mois synodiques ou lunaisons (environ 18 ans) qui peut être utilisée pour prédire les éclipses de Soleil et de Lune.
Après cet intervalle d'un saros suivant une éclipse, le Soleil, la Terre et la Lune retrouvent approximativement la même configuration relative, et une éclipse presque identique se produit.

## Historique
Le premier témoignage historique du saros est attesté chez les astronomes chaldéens. Le terme ne désigne cependant pas l'actuel saros, mais une période de 222 mois lunaires et n'a alors rien à voir avec les éclipses. Le terme akkadien « šár » signifie « cercle », « totalité », « horizon » ; comme nombre, il possède la valeur 3 600. Le concept actuel de saros est connu dans le monde grec, en particulier par Hipparque, Pline l'Ancien et Ptolémée, mais sous des noms différents. Un calcul mécanique du cycle est présent dans la machine d'Anticythère.
Le terme actuel dérive du grec ancien σάρος (sáros) et fut employé par l'astronome Edmond Halley en 1691 après l'avoir découvert dans la Souda, une encyclopédie byzantine de la fin du IXe siècle,. L'ouvrage empruntait le mot aux Chroniques d'Eusèbe de Césarée, lui-même citant Bérose. Halley interprète ce terme de manière incorrecte : la Souda appelle « saros » une période de 222 mois lunaires sans rapport avec les éclipses. Bien que l'erreur de Halley ait été mise en évidence par Guillaume Le Gentil en 1756, le nom est resté en usage.

## Définition
Pour qu'une éclipse se produise, il faut que la Lune soit située entre la Terre et le Soleil (pour une éclipse solaire) ou que la Terre soit située entre le Soleil et la Lune (pour une éclipse lunaire).
Ceci ne peut se produire que lorsque la Lune est nouvelle ou pleine, événements contrôlés par la période synodique de la Lune, d'environ 29,53 jours.
La plupart du temps toutefois, l'ombre de la Lune ou de la Terre ne se projette pas sur la surface de l'autre corps : une éclipse ne peut se produire que si les trois objets célestes sont « presque alignés ».
Cette condition n'est réalisée que lors d'une pleine ou d'une nouvelle Lune se produisant près de l'écliptique, c'est-à-dire, à proximité de l'un des deux nœuds de l'orbite lunaire.
La période entre deux passages successifs au même nœud est donnée par le mois draconitique : 27,21 jours. La combinaison de ces deux périodes produit des conditions propices à une éclipse tous les 5 ou 6 mois.
Cependant, pour que deux éclipses aient la même apparence et durée, les distances entre la Terre et la Lune, et entre la Terre et le Soleil doivent être les mêmes dans les deux cas. La nature de cette éclipse (complète ou annulaire) dépend de la distance entre Terre et Lune, et donc, de la position de la Lune par rapport à son périgée lunaire, qui correspond à son mois anomalistique.
La période mise par la Lune pour parcourir une fois son orbite autour de la Terre et revenir à la même distance est donnée par le mois anomalistique : 27,55 jours.
Le saros est le temps au bout duquel les éclipses de Lune ou de Soleil seront « sensiblement les mêmes » que la fois précédente.
Le saros est une période de 6 585,321 jours, soit 18 ans, 11 jours (10 jours si l'intervalle contient 5 années bissextiles) 7 heures et 43 minutes - qui dérive de trois périodes de l'orbite de la Lune : le mois synodique, le mois draconitique et le mois anomalistique.

## Calcul
Si S désigne la période de révolution synodique de la Lune (29,530 588 853 jours) et D sa période de révolution draconitique (27,212 220 817 jours), alors l'intervalle de temps d représentant le saros s'obtient en résolvant l'équation aux inconnues entières m et n par décomposition de réels en fractions continues : S×m = D×n.
On trouve ainsi que 13 révolutions draconitiques valent à peu près 12 mois synodiques, soit près d'un an (354 jours), le rapport entre les deux étant de l'ordre de 12/13. Les approximations successives de la fraction continue sont 38 / 35 pour 1 033,6 jours, 51 / 47 pour 1 387,9 jours, 242 / 223 pour 6 585,3 jours, 777 / 716 pour 21 143,9 jours…
Lorsqu'on calcule ensuite ces durées en termes de mois anomalistique, on constate que l'un de ces rapports, 242 / 223, correspond à 238,992 mois anomalistiques, soit « presque » un nombre entier, à moins de un pour cent près. C'est une coïncidence tout à fait remarquable pour une fraction impliquant des nombres aussi petits ; pour retrouver une précision comparable au pour cent près il faudrait pousser jusqu'à un rapport de 1 475 569 / 1 359 726, pour un cycle de plus de 100 000 ans.
La valeur précise de d ainsi obtenue est 6 585,321 314 219 jours.

## Position des éclipses analogiques

Série de Saros solaire no 145.

Après un saros, la Lune a terminé environ un nombre entier de mois synodiques (223), draconitiques (242, à 52 minutes près) et anomalistiques (239, à 5 heures et 11 minutes près), et la géométrie Terre-Soleil-Lune est presque identique : la Lune présente la même phase, se situe au même nœud et à la même distance de la Terre. De plus, comme le saros dépasse de peu 18 années (de 11 jours), la Terre est quasiment à la même distance du Soleil et l'orientation de son inclinaison reste à peu près la même. Si la date d'une éclipse est connue, une éclipse presque identique se produira alors un saros plus tard.
Un saros n'est pas un nombre entier de jours, mais comprend un intervalle résiduel de 7 heures et 43 minutes (environ ⅓ de jour). Du fait de la rotation de la Terre, cet intervalle conduit à un décalage d'environ 116° vers l'ouest entre deux éclipses distantes d'un saros.
Après trois saros, ce décalage ne sera plus que d'environ 13° vers l'est. Cette période de trois saros (19 755,964 jours, soit 54 ans 31 jours 23 heures et 8 minutes), est appelée exeligmos. La valeur de sa durée est très proche d'un nombre entier de jours (19 756), ce dernier compte permettant une bonne approximation dans le calcul des prévisions.
Entre deux éclipses distantes d'un saros, une quarantaine d'autres éclipses se produisent, mais avec une géométrie différente.

## Séries de saros

Schéma d'une série d'éclipses lunaires se produisant près du nœud descendant. La première éclipse de cette série passe près du bord sud de l'ombre de la Terre et le trajet de la Lune est décalé vers le nord à chaque saros successif.

Le saros est basé sur le fait que 223 mois synodiques sont approximativement égaux à 242 mois draconitiques et à 239 mois anomalistiques.
Cette correspondance n'est pas parfaite, et la géométrie de deux éclipses distantes d'un saros diffère légèrement. En particulier, l'endroit où le Soleil et la Lune rentrent en conjonction se déplace vers l'ouest d'environ 0,5° par rapport aux nœuds lunaires à chaque saros, ce qui conduit à une série d'éclipses, appelée « série de saros », dont l'apparence change lentement.
Une série de saros débute par une éclipse partielle et, à chaque saros successif, la trajectoire de la Lune est décalée vers le nord (si l'éclipse se produit près du nœud descendant) ou vers le sud (pour le nœud ascendant). À un certain moment, les éclipses ne se produisent plus et la série se termine. Une série de saros dure entre 1 226 et 1 550 ans et comporte entre 69 et 87 éclipses (la plupart des séries en comprennent 71 ou 72). Entre 39 et 59 (généralement environ 43) éclipses d'une série donnée sont centrales, c'est-à-dire totales, annulaires ou hybrides, les autres étant partielles. À n'importe quel moment, environ 40 séries de saros distinctes se produisent.
Les séries de saros sont numérotées selon le type d'éclipse (solaire ou lunaire) et selon le nœud ascendant ou descendant,. Pour les éclipses solaires, les numéros impairs correspondent aux éclipses se produisant près du nœud ascendant, les numéros pairs près du nœud descendant. Pour les éclipses lunaires, la numérotation est moins rigoureuse. L'ordre des séries est déterminé par la date à laquelle chaque série culmine, c'est-à-dire quand une éclipse est au plus près de l'un des nœuds. La série no 1 comprend par convention la première éclipse s'étant produite après 2000 av. J.-C. (qui n'était pas d'ailleurs la première de sa série). Les tables des séries comprennent toutes les éclipses solaires entre 2000 av. J.-C. et 3000,.

## Exemple
Le Saros solaire 145 (dont fait partie l'éclipse solaire du 11 août 1999) est une série de 77 éclipses, débutant le 4 janvier 1639 et se terminant le 17 avril 3009, soit une durée de 1 370,29 ans. Les éclipses successives sont les suivantes :
- 14 éclipses partielles, du 4 janvier 1639 au 26 mai 1873 ;
- 1 éclipse annulaire, le 6 juin 1891 ;
- 1 éclipse hybride, le 17 juin 1909 ;
- 41 éclipses totales, du 29 juin 1927 au 9 septembre 2648 ;
- 20 éclipses partielles, du 20 septembre 2666 au 17 avril 3009.

Les quatre cartes suivantes illustrent quatre éclipses totales de cette série, distantes de chacune d'entre-elles d'un saros ; et couvrant en tout un exeligmos :
| Éclipse solaire du 11 août 1999 21e éclipse du saros solaire 145. | Éclipse solaire du 21 août 2017 22e éclipse du saros solaire 145. | Éclipse solaire du 2 septembre 2035 23e éclipse du saros solaire 145. | Éclipse solaire du 12 septembre 2053 (en) 24e éclipse du saros solaire 145. |